# Radomira Zrubáková
Radomira (Radka) Zrubáková (Bratislava, 26 december 1970) is een voormalig professioneel tennisspeelster uit Slowakije. Zij was actief in het volwassenencircuit in de periode 1986 tot en met 1999.
Zrubáková won het WTA-toernooi van Brussel in 1989, het WTA-toernooi van Straatsburg in 1991 en het WTA-toernooi van Praag in 1992.
In het dubbelspel won zij het WTA-toernooi van Kitzbühel in 1990 en het WTA-toernooi van Parijs Clarins in 1991, beide met de Tsjechische Petra Langrová.

## Resultaten grandslamtoernooien
| Legenda | Legenda                          |
| ------- | -------------------------------- |
| g.t.    | geen toernooi gehouden           |
| l.c.    | lagere categorie                 |
| –       | niet deelgenomen                 |
| G       | uitgeschakeld in de groepsfase   |
| 1R      | uitgeschakeld in de eerste ronde |
| 2R      | uitgeschakeld in de tweede ronde |
| 3R      | uitgeschakeld in de derde ronde  |
| 4R      | uitgeschakeld in de vierde ronde |
| KF      | uitgeschakeld in de kwartfinale  |
| HF      | uitgeschakeld in de halve finale |
| F       | de finale verloren               |
| W       | het toernooi gewonnen            |
| w-v     | winst/verlies-balans             |

### Enkelspel
| Toernooi        | 1987 | 1988 | 1989 | 1990 | 1991 | 1992 | 1993 | 1994 | 1995 | 1996 | 1997 |
| --------------- | ---- | ---- | ---- | ---- | ---- | ---- | ---- | ---- | ---- | ---- | ---- |
| Australian Open | –    | 4R   | –    | 1R   | –    | 1R   | 3R   | 1R   | 2R   | 1R   | 1R   |
| Roland Garros   | 2R   | 3R   | 1R   | 3R   | 1R   | 1R   | 1R   | 2R   | 1R   | 2R   | 1R   |
| Wimbledon       | –    | 2R   | 1R   | 1R   | 2R   | 2R   | 1R   | –    | 3R   | 1R   | 3R   |
| US Open         | 1R   | 1R   | 1R   | 2R   | 4R   | 1R   | 1R   | 2R   | 2R   | 1R   | 1R   |

### Vrouwendubbelspel
| Toernooi        | 1987 | 1988 | 1989 | 1990 | 1991 | 1992 | 1993 | 1994 | 1995 | 1996 | 1997 |    | 1999 |
| --------------- | ---- | ---- | ---- | ---- | ---- | ---- | ---- | ---- | ---- | ---- | ---- | -- | ---- |
| Australian Open | –    | 1R   | –    | 2R   | –    | 1R   | 1R   | 2R   | 3R   | 1R   | 3R   | –  |      |
| Roland Garros   | –    | 2R   | 1R   | 1R   | 2R   | 2R   | 2R   | 1R   | 2R   | 2R   | 2R   | 2R |      |
| Wimbledon       | –    | –    | –    | 1R   | 1R   | 1R   | 1R   | 2R   | 2R   | 1R   | 1R   | –  |      |
| US Open         | –    | –    | 1R   | 1R   | 1R   | 1R   | 2R   | 2R   | 1R   | 1R   | 1R   | 1R |      |